# Ист Хејзел Крест (Илиноис)
Ист Хејзел Крест (енгл. East Hazel Crest) град је у америчкој савезној држави Илиноис.

## Демографија
По попису из 2010. године број становника је 1.543, што је 64 (-4,0%) становника мање него 2000. године.
| Група             | 2000.       | 2010.       |
| Белци             | 842 (52,4%) | 485 (31,4%) |
| Афроамериканци    | 600 (37,3%) | 824 (53,4%) |
| Азијати           | 10 (0,6%)   | 8 (0,5%)    |
| Хиспаноамериканци | 116 (7,2%)  | 207 (13,4%) |
| Укупно            | 1.607       | 1.543       |